# Levi Ward Hancock
Levi Ward Hancock (ur. 7 kwietnia 1803 w Springfield, zm. 10 czerwca 1882 w Washington) – amerykański przywódca religijny i polityk.

## Życiorys
Urodził się w Springfield w stanie Massachusetts jako syn Thomasa Hancocka III oraz Amy Ward. Związał się ze zorganizowanym zaledwie kilka miesięcy wcześniej Kościołem Jezusa Chrystusa Świętych w Dniach Ostatnich, został ochrzczony w listopadzie 1830 w Kirtland. Latem 1831 wysłany na misję do Missouri, odbył ją wraz z Zebedee Coltrinem. Od stycznia 1832 służył na misji do Missouri, Ohio i Wirginii. Brał udział w pierwszym spotkaniu Szkoły Proroków w Kirtland (22–23 stycznia 1833), jak również w ekspedycji do Missouri w kolejnym roku. 28 lutego 1835 wyświęcony na siedemdziesiątego, niedługo później mianowany przewodniczącym prezydentem Kworum Siedemdziesięciu. Wchodził w skład komitetu nadzorującego emigrację mormonów z Missouri. Osiadł następnie (1839) w Nauvoo, nowym centrum organizacyjnym Kościoła. Wstąpił do Batalionu Mormońskiego, jednostki armii amerykańskiej, których członków rekrutowano spośród członków Kościoła (1846–1847). Jako jedyny członek kościelnych władz w jego szeregach nieformalnie wykonywał obowiązki kapelana tej formacji.
Dołączył do fali mormońskiej migracji na zachód, do doliny Wielkiego Jeziora Słonego dotarł już w 1847. Przez trzy kadencje (od 1851) zasiadał w parlamencie Terytorium Utah. Został wyświęcony na patriarchę w 1872. Zmarł w Washington w stanie Utah.
20 marca 1831 poślubił Clarissę Reed. Utalentowany muzyk, dożył uroczystości złotego jubileuszu Kościoła, jako jeden z dwóch członków pierwszego Kworum Siedemdziesiątych. Wspominany w Naukach i Przymierzach, jednym z pism świętych wchodzących w skład mormońskiego kanonu.